# Sumpfquendel
Sumpfquendel (Lythrum portula) ist eine Pflanzenart aus der Gattung der Blutweideriche (Lythrum) innerhalb der Familie der Weiderichgewächse (Lythraceae).

## Beschreibung

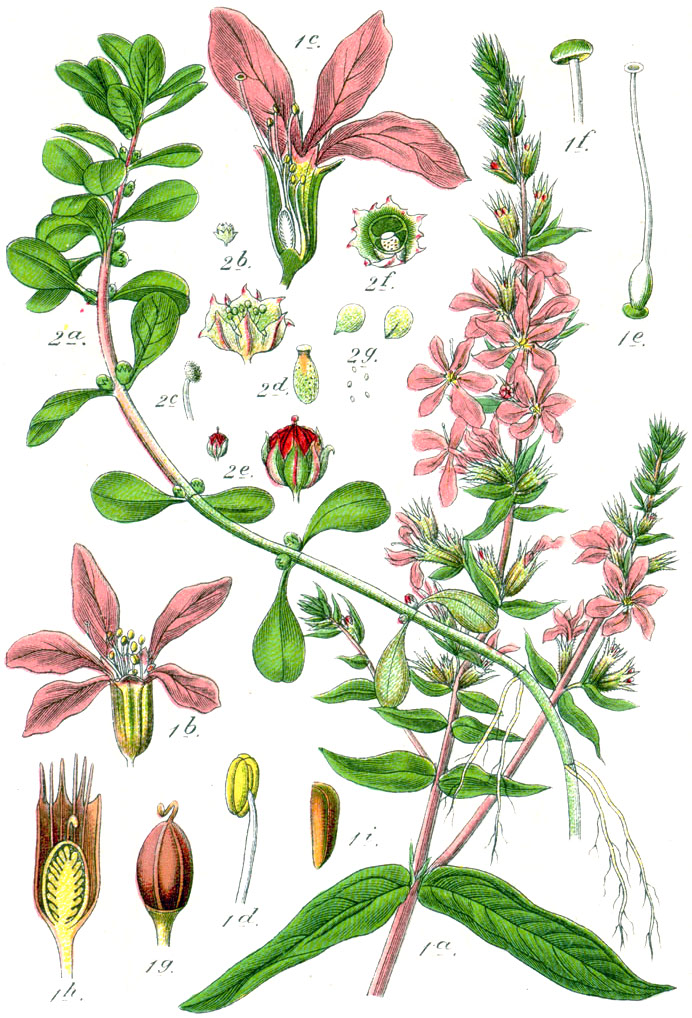
Illustration von 1 = Blutweiderich (Lythrum salicaria, rechts) und 2 = Sumpfquendel (Lythrum portula, links oben)

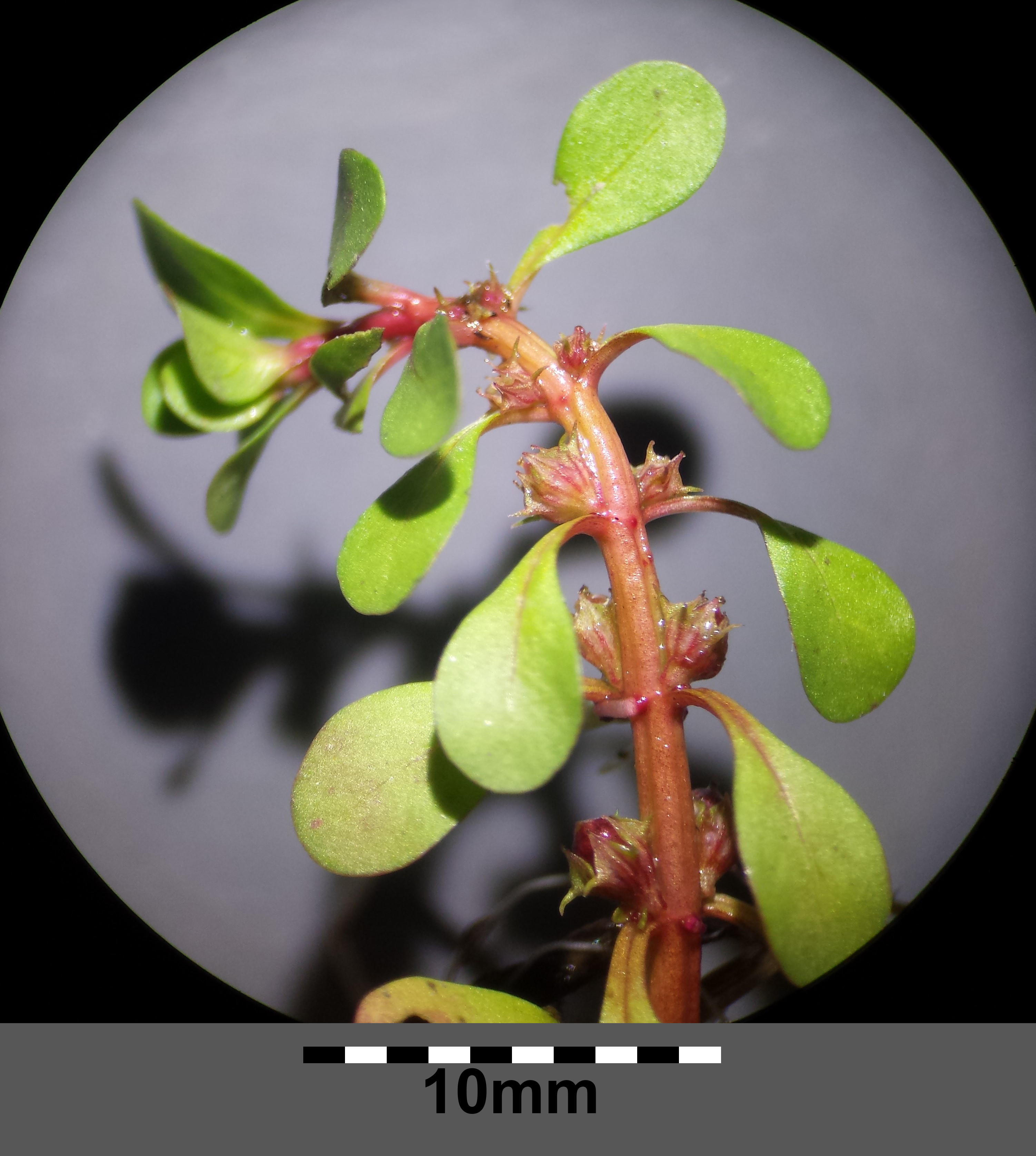
Fruchtstand

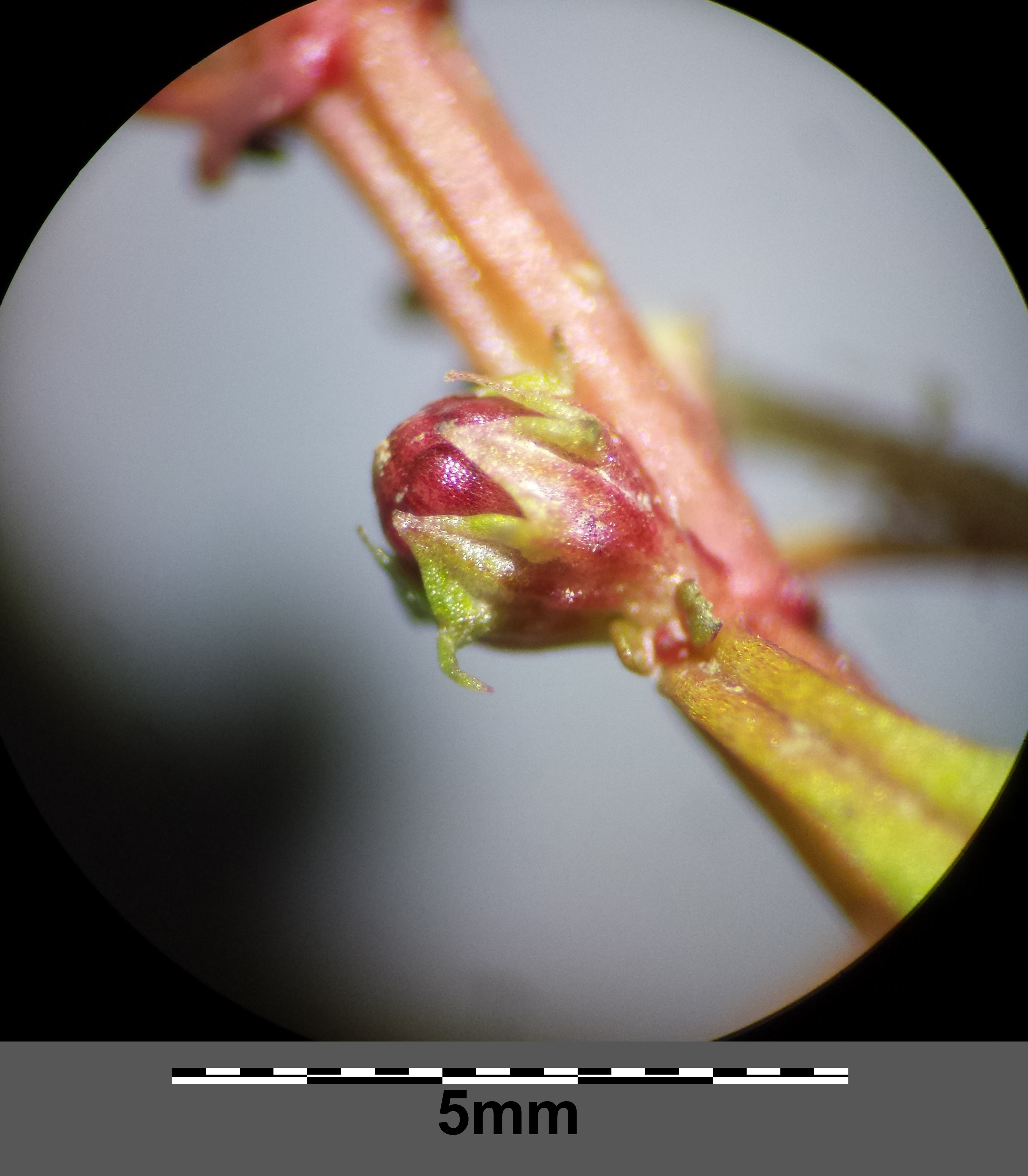
Frucht

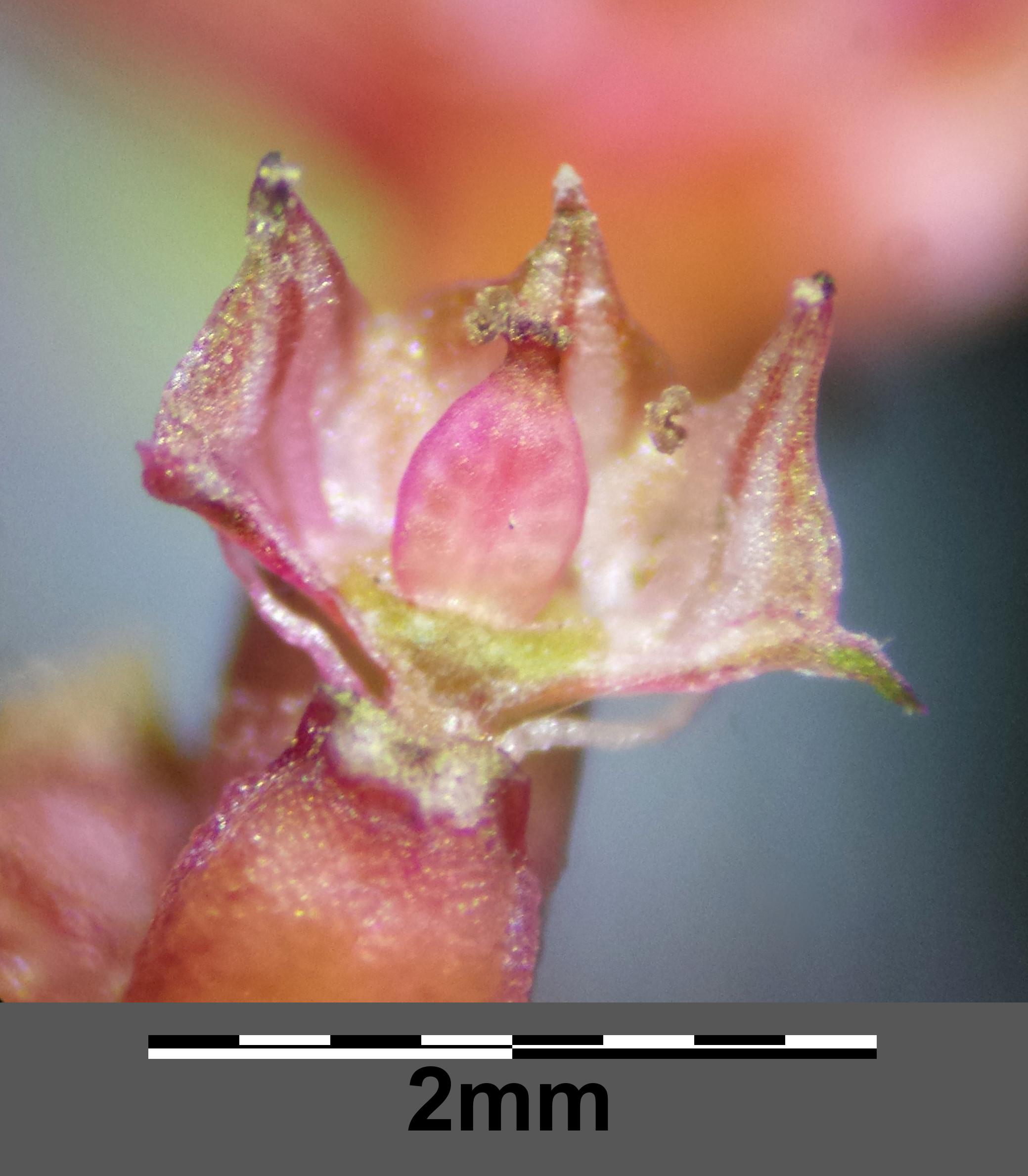
Frucht(knoten), Kelch vorne entfernt

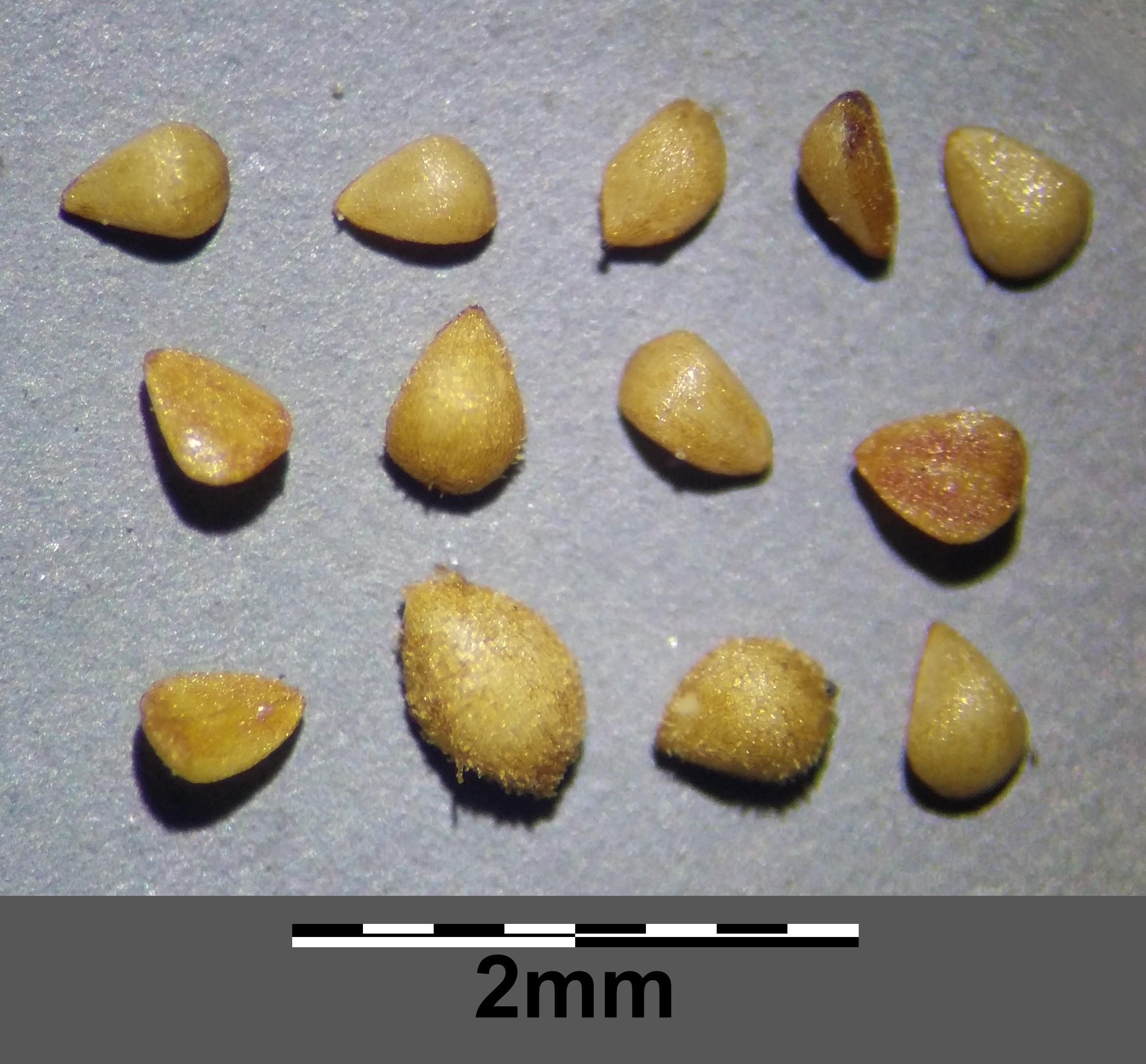
Samen

### Vegetative Merkmale
Beim Sumpfquendel handelt es sich um eine einjährige krautige Pflanze. Die niederliegenden, kriechenden, meist 10 bis 15 Zentimeter, ausnahmsweise bis 40 bzw. 100 Zentimeter langen, wurzelnden Stängel können intensiv rot gefärbt sein.
Die Laubblätter sind gegenständig am Stängel angeordnet. Die Blattspreite ist allmählich in den kurzen Stiel verschmälert. Die einfache Blattspreite ist frischgrün oder rot überlaufen – letzteres bei Trockenheit – und bei einer Länge von 6 bis 22 Millimetern sowie bei einer Breite von 2 bis 10 Millimetern verkehrt-eiförmig bis löffelartig, manchmal spatelförmig mit stumpf-gerundetem oberen Ende. Es sind je Laubblatt zwei winzige pfriemliche Nebenblätter vorhanden.

### Generative Merkmale
Die Blütezeit reicht von Juni und November. Die kurzgestielten Blüten befinden sich einzeln in den Blattachseln.
Die zwittrigen Blüten haben einen Durchmesser von lediglich 1 bis 2 Millimetern. Ihre Kelchblätter sind an der Spitze drüsig. Die rosafarben-weißen Kronblätter können manchmal auch fehlen. Die sechs Staubblätter sind unter der Mitte des Achsenbechers eingefügt und überragen diesen kaum. Der Fruchtknoten ist eiförmig, mit und ohne Griffel und trägt eine knopfige Narbe.
Die unvollständig zweifächrige Kapselfrucht ist kugelig und überragt den Kelch. Die Samen sind sehr klein, kurz-birnenförmig, etwas kantig und bräunlich.

### Chromosomensatz
Die Chromosomenzahl beträgt 2n = 10.

## Ökologie
Als Bestäuber wurde die Hemiptere Salta pallipes festgestellt. Es findet auch Selbstbestäubung statt.
Die Epidermiszellen der Samen stülpen ihren Schleim bei Benetzung haarartig vor, sodass die vorher trocken glatte Oberfläche nun rau erscheint.
Der in Mitteleuropa seltene Sumpfquendel-Zwergrüssler (Nanophyes globulus – ein Rüsselkäfer) ernährt sich monophag von Sumpfquendel; seine Larven entwickeln sich in den Kapselfrüchten.

## Vorkommen
Der Sumpfquendel ist im größten Teil Europas zwischen Südskandinavien und dem Mittelmeerraum verbreitet. West-östlich reicht sein Verbreitungsgebiet von der Iberischen Halbinsel und Irland bis nach Russland; südlich wird der nordwestafrikanische Maghreb knapp erreicht. In Europa kommt er in allen Ländern vor außer in Island vor. Der Sumpfquendel kommt in Teilen Nordamerikas vor, namentlich an der Westküste Kanadas (British Columbia) und der USA (Kalifornien, Oregon, Washington) sowie in Ohio – dort gilt Lythrum portula als Neophyt.

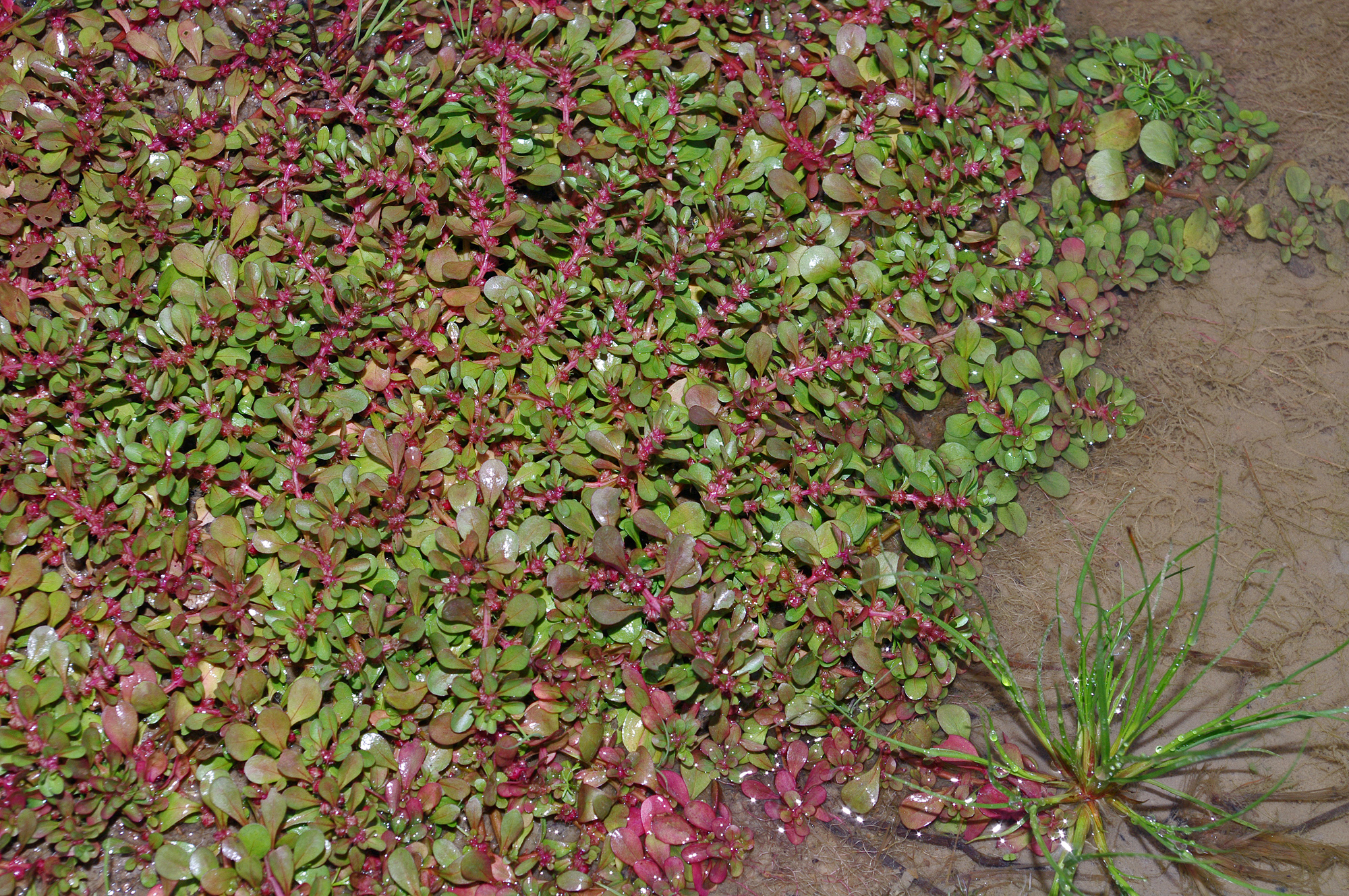
Sumpfquendel als Bestand auf Rohboden an einem wechselnassen Tümpelufer

Der Sumpfquendel gedeiht vom Tiefland bis in mittlere Gebirgslagen. Er steigt in Tirol bis zu einer Höhenlage von 1500 Meter auf. In Mitteleuropa ist der Sumpfquendel in gewässerreichen Landschaften recht stetig anzutreffen, sonst aber zerstreut bis selten und unbeständig; in Kalkgebieten fehlt sie.
Der Sumpfquendel besiedelt in Europa wechselnasse, kalkarme Standorte. Pflanzensoziologisch handelt es sich um eine Klassen- und Ordnungs-Charakterart der Zwergbinsengesellschaften (Isoeto-Nanojuncetea bufonii Br.-Bl. & R.Tx. 1943). Das Vorkommen dieser Pflanzengesellschaften ist von einem ständigen Wechsel litoraler (mit Wasser überstauter) und limoser (oberflächlich trockener, aber noch bodenfeuchter) Phasen geprägt. Die jeweilige Dauer dieser Perioden und ihr jahreszeitliches Auftreten bestimmen dabei neben den Bodenverhältnissen die Artenzusammensetzung. Entsprechende Bedingungen finden sich an sehr flachen Stillgewässern mit Wechselwasserzonen, in feuchten, temporär überschwemmten Senken und anderen kurzlebigen amphibischen Pionierfluren.
Der Sumpfquendel gedeiht am besten auf offenen, mäßig nährstoffreichen, aber stickstoffarmen sowie kalkarmen Sand-, Lehm- und Tonböden. Er gilt als Überschwemmungszeiger (Feuchtezahl „7=“ nach Ellenberg) und Säurezeiger (Reaktionszahl „3“). Lufterfüllte Räume in der Wurzelrinde sind eine Anpassung an sauerstoffarme, vernässte Böden – solche Pflanzen werden als „helomorph“ bezeichnet. Bereits unter Wasser keimt und wächst der Sumpfquendel heran, um aber erst nach dem Trockenfallen des Standortes zu blühen und zu fruchten. Die Samen verbreiten sich schwimmend, nachdem der Wasserspiegel wieder angestiegen ist.
Die ökologischen Zeigerwerte nach Landolt et al. 2010 sind in der Schweiz: Feuchtezahl F = 4+w+ (nass aber stark wechselnd), Lichtzahl L = 4 (hell), Reaktionszahl R = 2 (sauer), Temperaturzahl T = 4+ (warm-kollin), Nährstoffzahl N = 3 (mäßig nährstoffarm bis mäßig nährstoffreich), Kontinentalitätszahl K = 2 (subozeanisch), Salztoleranz = 1 (tolerant).

### Gefährdung
In Deutschland steht der Sumpfquendel in einzelnen Bundesländern auf der Roten Liste, gilt 1996 bundesweit aber nicht als „gefährdet“. In der Schweiz wird er als „stark gefährdet“ (EN) eingestuft.

## Taxonomie
Die Erstveröffentlichung erfolgte 1753 unter dem Namen (Basionym) Peplis portula durch Carl von Linné in Species Plantarum, Tomus I, Seite 332. Die Neukombination zu Lythrum portula (L.) D.A.Webb wurde 1967 durch David Allardyce Webb in Feddes Repertorium. Zeitschrift für Botanische Taxonomie und Geobotanik, Band 74, Seite 13 veröffentlicht. Das Artepitheton portula bezieht sich auf die Ähnlichkeit der Laubblätter zu denen des Portulak. Weitere Synonyme für Lythrum portula (L.) D.A.Webb sind: Ammannia portula (L.) Baill., Chabraea compressa Bubani.
Seine systematische Stellung wird kontrovers diskutiert – manche Autoren rechnen sie zur Gattung Lythrum, andere folgen weiterhin bzw. wieder der traditionellen, vom Erstbeschreiber Carl von Linné vorgenommenen Einordnung in eine separate Gattung Peplis.

## Nutzung
Der Sumpfquendel wurde auch als Salat gegessen.